# César Ramón Ortega Herrera
César Ramón Ortega Herrera (Parroquia Salom, Municipio Nirgua, Estado Yaracuy, Venezuela, 16 de julio de 1938-Valencia, Estado Carabobo, 8 de abril de 2021) fue un obispo católico venezolano. Fue el tercer obispo de la Diócesis de Margarita y quinto obispo de la Diócesis de Barcelona (Venezuela).  

## Biografía
Nació en la  parroquia Salom, Municipio Nirgua, del Estado Yaracuy el 16 de julio de 1938. Hijo de Sabas Ortega Díaz y de María Sara Herrera. Realizó sus estudios de bachillerato en el Seminario "Cristo Rey" de Ciudad Bolívar y se graduó de normalista en el Seminario "Divina Pastora" de Barquisimeto. Obtuvo la licenciatura en Filosofía y teología en la Universidad de Ottawa, Canadá. Es además Licenciado en Educación.

## Sacerdocio
Fue ordenado sacerdote el 30 de junio de 1963 por imposición de manos y oración consecratoria de Mons. Juan José Bernal Ortiz en la Catedral de Santo Tomás (Ciudad Bolívar). Desde su ordenación se desempeñó en diferentes cargos pastorales: vicario parroquial de la Catedral de Santo Tomás (Ciudad Bolívar), capellán militar, profesor de varias especialidades, director de la Escuela "Nuestra Señora de Coromoto" en Ciudad Bolívar. Además fue canónigo racionero y posteriormente canónigo doctoral de la Catedral de Santo Tomás (Ciudad Bolívar), rector del Seminario Menor y en 1974 fue nombrado vicario general de la Arquidiócesis de Ciudad Bolívar

## Episcopado

### Obispo de Margarita
El 25 de agosto de 1983, el Papa Juan Pablo II lo nombró III Obispo de la Diócesis de Margarita.
Recibió la Ordenación Episcopal el 28 de octubre de ese mismo año en la Catedral de Santo Tomás (Ciudad Bolívar). 

### Consagrante Principal
- - Mons. Crisanto Mata Cova. Arzobispo de Ciudad Bolívar.

### Concelebrantes Asistentes
- - Mons. Tomás Enrique Márquez Gómez. Obispo de la Diócesis de San Felipe (Venezuela)
  - Mons. Constantino Maradei Donato. Obispo de la Diócesis de Barcelona (Venezuela).

Tomó posesión de la Diócesis el 1 de noviembre de 1983, convirtiéndose en el tercer Obispo de la Diócesis de Margarita.  
Durante su ministerio episcopal creó una gran cantidad de parroquias, producto del esfuerzo apostólico al lado de sus sacerdotes y feligreses; de igual manera ordenó unos cuantos sacerdotes. En cada comunidad, en cada pueblo, en cada parroquia que visitaba no dejaba de pedir por las vocaciones sacerdotales. Insistía en que cada comunidad debe darse sus propios sacerdotes, porque el sacerdote es una luz en la comunidad: es un maestro de las virtudes eternas; es el consagrado para ofrecer el sacrificio Eucarístico a Dios y a la comunidad de los creyentes en el Señor; el sacerdote es la continuidad de la obra redentora de Cristo. 
Igualmente, en la Diócesis de Margarita, tuvo una gran proyección catequística, tema muy importante en la misión de los obispos. La familia también fue un tema muy importante en su labor pastoral, e insistía en la unidad matrimonial. La pastoral social, la liturgia y la espiritualidad no pasaron por debajo de la mesa, sino que todas las actividades eclesiales fueron abordadas y puestas en práctica bajo estos elementales servicios para el conocimiento humano y espiritual. 
Otro logro en su ministerio episcopal, fue la elevación del Santuario de Nuestra Señora del Valle (Venezuela), al rango de Basílica Menor de Nuestra Señora del Valle, solicitud hecha personalmente al papa San Juan Pablo II, en audiencia privada el 22 de marzo de 1994, durante la visita ad limina, realizada por el episcopado de Venezuela en ese mismo año. La ceremonia se llevó a cabo el 8 de diciembre de 1995, día en el que la Iglesia Católica celebra la solemnidad de la Inmaculada Concepción de la Santísima Virgen María, siendo el 7 de junio de ese mismo año cuando el papa San Juan Pablo II anunció su histórica decisión.
También construyó el Museo Diocesano de la Virgen del Valle, lugar en el que se recopilan todas las muestras de cariño que el pueblo de Nueva Esparta y de otros lugares de Venezuela tienen hacia la Virgen del Valle (Venezuela), también construyó la casa del peregrino, la Unidad Educativa "Instituto Diocesano" en El Valle del Espíritu Santo, y la casa pastoral. A su vez celebró los 75 años (bodas de diamante) de la coronación canónica de la Virgen del Valle (Venezuela) en 1986, donde se hizo presente el Cardenal José Alí Lebrún Moratinos, que para ese entonces era arzobispo de Caracas

### Obispo de Barcelona (Venezuela)
Inicialmente fue nombrado Administrador Apostólico "Sede Vacante" de la Diócesis de Barcelona (Venezuela).
El 15 de julio de 1998, el Papa Juan Pablo II lo nombró V Obispo de la Diócesis de Barcelona (Venezuela) y, a su vez, Administrador Apostólico de la Diócesis de Margarita.
Tomó posesión de la Diócesis de Barcelona (Venezuela) el 28 de octubre de 1998. 
Durante su gestión pontificia, incrementó notablemente las vocaciones sacerdotales y religiosas, le tocó celebrar los 50 años de creación canónica de la Diócesis de Barcelona. fue el creador de la Peregrinación a la Basílica del Cristo de José (En la Vía Nacional a Caracas) Sacó por vez primera las reliquias de San Celestino Mártir, patrono de Barcelona (Venezuela) a peregrinar por toda la geografía del estado Anzoátegui. Recibió por vez primera la imagen de la Virgen de Coromoto en el Complejo Polideportivo Simón Bolívar.

### Obispo Emérito de Barcelona (Venezuela)
El 20 de enero de 2014, el Papa Francisco aceptó su renuncia al Obispado de Barcelona (Venezuela), convirtiéndose en el Obispo Emérito de la Diócesis de Barcelona (Venezuela).

### Fallecimiento
A la edad de 82 años, César Ortega Herrera murió en la ciudad de Valencia, estado Carabobo, el 8 de abril de 2021. Tenía 10 días batallando con síntomas de COVID-19.